# Kirakira Happy Hirake! Cocotama
Kira Kira Happy ★ Hirake! Cocotama (キラキラハッピー★ひらけ！ここたま, litt. « Cocotama: Brillant heureux ★ ouvert! ») est un anime en 55 épisodes de 55 minutes produit par OLM et diffusé entre le 6 septembre 2018, et le 26 septembre 2019.

## Synopsis
Il y a longtemps, Haruka Hoshinogawa a fait un vœu avec le vieil arbre de fleurs de cerisier de la ville avec son grand-père tout en recevant un cadeau de sa part: un ruban de fleurs de cerisier. En grandissant, elle a chéri le cadeau qui lui a été offert en commençant la cinquième année dans son école. Un jour, après avoir constaté que le vieux cerisier en fleur se fanait, son grand-père a décidé de quitter la boutique pour explorer le monde et laisser Haruka s'occuper du magasin en son absence. Le lendemain, pendant son sommeil, son précieux ruban a fait germer un œuf étrange, révélant un Cocotama, un dieu né d'un objet qui a été chéri avec amour et soin. Haruka s'est réveillée et a accidentellement vu le Cocotama sur la table, s'est retirée dans son œuf caché. Au fur et à mesure que Haruka l'a ramassé, elle s'est transformée en une clé mystérieuse. Restée avec quelques questions, la Cocotama s'est présentée comme Ribbon et Haruka a appris l'existence de son espèce et les mystères derrière l'étrange clé qu'elle avait. Ribbon s'est rendu compte que la clé est en fait la clé des merveilles et que Haruka a été choisie par elle pour être l'entrepreneur légendaire des Cocotamas. Maintenant, tous deux essaient de gérer la boutique et de rencontrer de nouveaux amis Cocotama, tout en découvrant les mystères et les pouvoirs derrière la clé des merveilles.

## Personnages

### Cocotama Contracteur Légendaire
Haruka Hoshinogawa (星ノ川 はるか, Hoshinogawa Haruka)
Voix japonaise : Minami Takahashi,,
Née le 7 juillet 2009. La principale protagoniste de "Hirake! Cocotama", elle est une élève de 5e année qui vit dans la ville de Sakura Town.

### Cocotamas sous contrat avec Haruka
Ribbon (リボン, Ribon)
Voix japonaise : Inori Minase
Pillow (ピロー, Pirō)
Voix japonaise : Mariya Ise
Chaco (ちゃこ, Chako)
Voix japonaise : Emiri Iwai
Ruby (ルビー, Rubī)
Voix japonaise : Yū Shimamura
Marme (マルメ, Marume)
Voix japonaise : Aki Toyosaki
Pantonio (パントニオ)
Voix japonaise : Nobuaki Kanemitsu
Ojou (おジョウ, Ojō)
Voix japonaise : Yumi Kakazu
Doku-Doctor (ドクドクター, Dokudokutā)
Voix japonaise : Shinya Hamazoe
Nachu (ナーチュ, Nāchu)
Voix japonaise : Rikako Aikawa
Tsu (ツー, Tsū), Mi (ミー, Mī) et Ki (キー, -Kī)
Voix japonaise : Ayaka Nanase
Rannin (らんにん)
Voix japonaise : Yūki Kodaira
Amelie (アメリ, Ameri)
Voix japonaise : Rina Hidaka
Getchom (ゲッチョム, Getchomu)
Voix japonaise : Rio Minamoto
Patrol (パトル, Patoru)
Voix japonaise : Megumi Urawa
Tia (ティア)
Voix japonaise : Ayaka Nanase
Main (マイン)
Voix japonaise : Mai Aizawa
Scope (スコープ, Sukōpu)
Voix japonaise : Kokoro Kikuchi
Nicky (ニッキー, Nikkī)
Voix japonaise : Aya Endō
Pashari (パシャリ)
Voix japonaise : Aki Kanada
Penne (ペンネ)
Voix japonaise : Ayaka Nanase
Pipopa (ピポパ)
Voix japonaise : Mukai Live
Sebastian (セバスチャン)
Voix japonaise : Shinji Kawada
Tuxy (タキッシー, Takisshī) et Dreesy (ドレッシー, Doresshī)
Voix japonaise : Asami Sanada (Tuxy) et Ryōka Yuzuki (Dreesy)

### Personnages secondaires

#### Famille Hoshinogawa
Midori Hoshinogawa (星ノ川 みどり, Hoshinogawa Midori)
Voix japonaise : Ryōka Yuzuki
La mère de Haruka.
Chu Hoshinogawa (星ノ川 宙, Hoshinogawa Chū)
Voix japonaise : Shinji Kawada
La père de Haruka.
Ginzo Hoshinogawa (星ノ川 銀造, Hoshinogawa Ginzo)
Voix japonaise : Keiichi Sonobe
Le grand-père de Haruka, qui lui a donné une fois l'épingle à cheveux en fleurs de cerisier quand elle était enfant. Propriétaire original de la boutique d'antiquités "Antique Sakura", il veillait jadis sur le cerisier en fleur qui y était planté jusqu'à son déclin soudain de santé. Il a confié à Haruka le soin de s'occuper de la boutique pendant qu'il explorait le monde à l'étranger.

## Liste des épisodes
| No | Titre français                                                                   | Titre japonais                                            | Titre japonais                                               | Date de 1re diffusion |
| No | Titre français                                                                   | Kanji                                                     | Rōmaji                                                       | Date de 1re diffusion |
| -- | -------------------------------------------------------------------------------- | --------------------------------------------------------- | ------------------------------------------------------------ | --------------------- |
| 1  | La rencontre fidèle, ouvrez la Porte du bonheur!                                 | 運命の出会い ひらけ！幸せの扉                             | Unmei no Deai Hirake! Shiawase no Tobira                     | 6 septembre 2018      |
| 2  | Pillow est n~é                                                                   | ぐ～すか ピロー誕生だよぉ                                 | Gu~suka Pirō Tanjō da yo~o                                   | 13 septembre 2018     |
| 3  | Quoi! Chaco est sorti!                                                           | にゃんと！ちゃこ生まれたです！                            | Nyanto! Chako Umareta desu!                                  | 20 septembre 2018     |
| 4  | Vous travaillez dans la boutique d'antiquités? / Aider maman!                    | アンティークショップは大忙し？ / お母さんをすくえ！       | Antīku Shoppu wa ōisogashi? / Okāsan o Sukue!                | 27 septembre 2018     |
| 5  | Ruby, arrivée avec style!                                                        | ピカッと登場！ルビーですわ                                | Pikatto tōjō! Rubī desu wa                                   | 4 octobre 2018        |
| 6  | Marme est venue!                                                                 | ほほ～っ、マルメが来たのである！                          | Hoho~, Marume ga kita nodearu!                               | 11 octobre 2018       |
| 7  | Tollé du château Cocotama                                                        | ここたまキャッスルで大さわぎ                              | Kokotama Kyassuru de dai sawagi                              | 18 octobre 2018       |
| 8  | Ravi de vous rencontrer : les débuts d'Ojou                                      | はじめまして おジョウ登場だジョ                           | Hajimemashite Ojō tōjō da-jo                                 | 25 octobre 2018       |
| 9  | Ojou descend de la Montagne! / Opération Sourire Avoir                           | おジョウが山からやってきた! / スマイルゲット大作戦        | Ojō ga yama kara Yattekita! / Sumairu Getto dai sakusen      | 1er novembre 2018     |
| 10 | Pion-pion, Pantonio                                                              | パーンとポーンとパントニオ                                | Pān to pōn to pantonio                                       | 8 novembre 2018       |
| 11 | C'est juste là! / S'il vous plaît ne dites pas au revoir                         | ナナメはどーこだ！ / さよならは言わないで                 | Naname wa dokoda! / Sayonara haiwa naide                     | 15 novembre 2018      |
| 12 | Le chef en herbe du restaurant Cocotama                                          | ここたまレストランでごうかいシェフ                        | Kokotama Resutoran de Goukai Shefu                           | 22 novembre 2018      |
| 13 | Chaco devient serveuse / Scope le vagabond étoilé                                | ちゃこ、ウェイトレスになる / 星の旅人スコープ             | Chako, Ueitoresu ni Naru / Hoshi no Tabibito Sukōpu          | 29 novembre 2018      |
| 14 | Joie du camping Cocotama♪ / Le Compact qui sourit                                | ここたまキャンプだホイ♪ / えがおを届けるコンパクト        | Kokotama Kyanpu da hoi♪ / Egao o Todokeru Konpakuto          | 6 décembre 2018       |
| 15 | C'est juste là! / S'il vous plaît ne dites pas au revoir                         | タキッシードレッシーうっしっし～                          | Takisshī Doresshī usshisshi~                                 | 13 décembre 2018      |
| 16 | Noël en gros problème!?                                                          | クリスマス大パニック!?                                    | Kurisumasu dai panikku!?                                     | 20 décembre 2018      |
| 17 | Ribbon travaille dur! / Au revoir, Ribbon                                        | リボン、はたらきます！ / さよならリボン                   | Ribon, hatarakimasu! / Sayonara Ribon                        | 27 décembre 2018      |
| 18 | Les bébés Cocotamas, Tsu-Mi-Ki!                                                  | 赤ちゃんここたま ツーミーキー!                            | Akachan Kokotama Tsū Mī Kī!                                  | 10 janvier 2019       |
| 19 | Boutique Cocotama, ouverte!                                                      | ここたまショップ、オープン！                              | Kokotama Shoppu, ōpun!                                       | 17 janvier 2019       |
| 20 | Un gentil docteur est venu! / A la recherche d'un Cocotama!                      | ステキなお医者がやってきた！ / さがし物ならここったま！   | Sutekina Oisha ga Yattekita! / Sagashi-mononara Kokotama!    | 24 janvier 2019       |
| 21 | La clinique Cocotama, ouais!                                                     | ここたまクリニックだイェー！                              | Kokotama kurinikku da i~ē!                                   | 31 janvier 2019       |
| 22 | Je déteste cette médecine! / Servir des bonbons                                  | お薬なんて大キライ! / スイーツめしあがれ                  | Okusuri nante dai kirai! / Suītsu meshiagare                 | 7 février 2019        |
| 23 | Rannin est arrivé!                                                               | ドドンと参上！らんにんでござる                            | Dodon to sanjō! Rannin de gozaru                             | 14 février 2019       |
| 24 | Tsu est manquant!? / Faites de votre mieux, grande sœur Haruka                   | ツーが消えた！？ / がんばれ はるかお姉ちゃん              | Tsū ga kieta!? / Ganbare Haruka oneechan                     | 21 février 2019       |
| 25 | Nachu devient maman!? / En avant! Bus Cocotama                                   | ナーチュ ママになる！？ / はしれ！ここたまバス            | Nāchu mama ni naru!? / Hashire! Kokotama Basu                | 28 février 2019       |
| 26 | Amelie pleut!                                                                    | あめあめふれふれ、アメリだよ！                            | Ame ame fure fure, Ameri da yo!                              | 7 mars 2019           |
| 27 | Ribbon et Amelie, travaillent ensemble! / La légendaire ville Cocotama           | リボンとアメリ、はたらきます！ / 伝説のここたまタウン     | Ribon to Ameri, Hatarakimasu! / Densetsu no Kokotama taun    | 14 mars 2019          |
| 28 | Joyeux Cocotama, Getchom                                                         | ハッピーここたま ゲッチョムだっぴ                         | Happī Kokotama Getchomu Dappi                                | 21 mars 2019          |
| 29 | Faites de votre mieux, ville Cocotama terminé                                    | がんばれ ここたまタウン完成                               | Ganbare Kokotama Taun Kansei                                 | 28 mars 2019          |
| 30 | Activité Cocotama avec beaucoup de sourire                                       | 笑顔いっぱい ここたま活動                                 | Egao Ippai Kokotama Katsudō                                  | 4 avril 2019          |
| 31 | Un œuf mystérieux est arrivé!                                                    | 謎のたまごがやって来た！                                  | Nazo No Tamago Ga Yattekita!                                 | 11 avril 2019         |
| 32 | Surpris! Secret de l'œuf / Tenez-le là! Patrol!                                  | びっくり！たまごのヒミツ / まてまてたいほだ！パトルパト！ | Bikkuri! Tamago No Himitsu / Mate Matetai Hoda! Patoru Pato! | 18 avril 2019         |
| 33 | Amélie et région Cocotama                                                        | アメリとここたま遊園地                                    | Ameri To Kokotama Yuenchi                                    | 25 avril 2019         |
| 34 | Protégez le château Cocotama!                                                    | ここたまキャッスルを守れ！                                | Kokotama Kyassuru O Mamore!                                  | 2 mai 2019            |
| 35 | La déesse diadème, Tia / Rechercher la luciole                                   | ティアラのかみさま ティアですわ / ホタルをさがして        | Tiara No Kamisama Tia Desu Wa / Hotaru O Sagashite           | 9 mai 2019            |
| 36 | Le secret de la ville Cocotama                                                   | ここたまタウンのひみつ                                    | Kokotama Taun No Himitsu                                     | 16 mai 2019           |
| 37 | Équipe endormie / Je ne veux pas être une princesse!                             | ぐーすかぴーすか、ねむりたい / お姫様になりたくない！？   | Gu~suka Pi~suka, Nemuritai / Ohimesama Ni Narita Kunai!?     | 23 mai 2019           |
| 38 | Police Cocotama 24 heures / Chaco et le grand-père Gummy-Gummy                   | ここたま警察２４時 / ちゃことガミガミおじいさん           | Kokotama Keisatsu 24 Ji / Chako To Gami Gami Ojīsan          | 30 mai 2019           |
| 39 | Une grosse panique jusqu'à ce qu'elle tombe / Brillant! Idole Cocotama, Main     | ころったまで、大パニック / 輝け！アイドルここたま マイン  | Korotta Made, Dai Panikku / Kagayake! Aidoru Kokotama Main   | 6 juin 2019           |
| 40 | Mode idole activé! / Objectif! Espace!                                           | アイドルモード オン！ / めざせ！宇宙！                    | Aidoru Mōdo On! / Kagayake! Mezase! Uchū!                    | 13 juin 2019          |
| 41 | Nicky arrive!                                                                    | ニッキーが来た！                                          | Nikkī Ga Kita!                                               | 20 juin 2019          |
| 42 | Entraînement ninja de Nicky / Prêtez-moi votre force! Cours de cuisine           | ニッキーの忍者修行 / 力をあわせて！お料理教室             | Nikkī No Ninja Shugyō/Chikara O Awasete! O Ryōri Kyōshitsu   | 29 juin 2019          |
| 43 | L'escouade de protection d'anniversaire d'Haruka!                                | はるかの誕生日まもり隊！                                  | Haruka No Tanjōbi Mamori Tai!                                | 4 juillet 2019        |
| 44 | Offre spéciale, Pashari!                                                         | 特ダネいただき パシャリパシャ！                           | Tokudane Itadaki Pashari Pasha!                              | 11 juillet 2019       |
| 45 | Champion des fesses! Bataille décisive / Faisons journal de Cocotama!            | おしりチャンピオン！決定戦 / ここたま新聞をつくろう！     | Oshiri Chanpion! Ketteisen / Kokotama Shinbun O Tsukurou!    | 18 juillet 2019       |
| 46 | Le retour de Sebastian / Gros pincement! Sauvez Haruka!                          | 帰ってきたセバスチャン / 大ピンチ！はるかを救え！         | Kaettekita Sebasuchan / Dai Pinchi! Haruka O Sukue!          | 25 juillet 2019       |
| 47 | Entraînement! Combinaison magie / Confrontation! Une forêt de Moins de puissance | とっくん！合体魔法 / 対決！マイナスパワーの木             | Tokkun! Gattai Mahō / Taiketsu! Mainasu Pawā No Ki           | 1er août 2019         |
| 48 | Le château Cocotama a été volé / Où allons-nous? monde Cocotama                  | うばわれた ここたまキャッスル/どこにあるの？ここたま界    | Ubawareta Kokotama Kyassuru / Doko Ni Aru No? Kokotama Kai   | 8 août 2019           |
| 49 | Nous y arrivons enfin! monde Cocotama                                            | やってきました！ここたま界                                | Yattekimashita! Kokotama Kai                                 | 15 août 2019          |
| 50 | Cocotama à part entière vs. l'escouade de protection de la ville Sakura          | 一人前ここたまVS桜町まもり隊                              | Ichininmae Kokotama VS Sakurachou Mamori Tai                 | 22 août 2019          |
| 51 | Tsu-Mi-Ki à un voyage magique / La ville Cocotama est un désordre!?              | ツーミーキー、魔法のたびへ/ここたまタウンが大混乱！？     | Tsū Mī Kī, Mahō No Tabi E/Kokotama Taun Ga Dai Konran!?      | 29 août 2019          |
| 52 | Tout le monde aide Sakura                                                        | みんなで桜おたすけ隊                                      | Minna De Sakura O Tasuke Tai                                 | 5 septembre 2019      |
| 53 | Cent de Cocotama atteint?                                                        | ここたま100人達成？                                       | Kokotama 100-ri Tassei?                                      | 12 septembre 2019     |
| 54 | À partir de! Escouade de protection de la ville Sakura!!                         | すすめ！桜町まもり隊！！                                  | Susume! Sakurachou Mamori Tai!!                              | 19 septembre 2019     |
| 55 | Sauvez la ville Sakura, ouvrez! La Porte du bonheur                              | 救え桜町 ひらけ！幸せの扉                                 | Sukue Sakurachou Hirake! Shiawase No Tobira                  | 26 septembre 2019     |